# Leucauge taczanowskii
Leucauge taczanowskii är en spindelart som först beskrevs av Marx 1893.  Leucauge taczanowskii ingår i släktet Leucauge och familjen käkspindlar.
Artens utbredningsområde är Franska Guyana. Inga underarter finns listade i Catalogue of Life.